# Tatia perugiae
Tatia perugiae és una espècie de peix de la família dels auqueniptèrids i de l'ordre dels siluriformes.

## Morfologia
Els mascles poden assolir els 5 cm de llargària total.

## Alimentació
Menja insectes, principalment formigues i escarabats.

## Distribució geogràfica
Es troba a Sud-amèrica: conca del riu Amazones.